# Sommer-Paralympics 2012/Teilnehmer (Deutschland)
| stlisierte Goldmedaille | stlisierte Silbermedaille | stlisierte Bronzemedaille |
| ----------------------- | ------------------------- | ------------------------- |
| 18                      | 26                        | 22                        |

Deutschland entsandte zu den Paralympischen Sommerspielen 2012 in London (29. August bis 9. September) eine zunächst aus 161 Sportlern bestehende Mannschaft (letztendlich waren es 151 Teilnehmer). Fahnenträgerin der deutschen Auswahl bei der Eröffnungsfeier war die Schwimmerin Daniela Schulte, bei der Abschlusszeremonie hielt der Tischtennisspieler Thomas Schmidberger das schwarz-rot-goldene Banner.

## Medaillen

### Medaillenspiegel
Zwischenstand nach dem 7. September 2012 (achter von zehn Wettkampftagen)
| Medaillenspiegel Deutschland |                     |                              |                           |                           |        |
| Platz                        | Sportart            | Goldmedaille – Olympiasieger | Silbermedaille – 2. Platz | Bronzemedaille – 3. Platz | Gesamt |
| 01                           | Leichtathletik      | 05                           | 03                        | 10                        | 18     |
| 02                           | Radsport            | 04                           | 08                        | 03                        | 15     |
| 03                           | Schwimmen           | 02                           | 07                        | 03                        | 12     |
| 04                           | Reiten              | 02                           | 03                        | 02                        | 07     |
| 05                           | Tischtennis         | 02                           | 01                        | 01                        | 04     |
| 06                           | Judo                | 02                           | 0                         | 01                        | 03     |
| 07                           | Rollstuhlbasketball | 01                           | 0                         | 0                         | 01     |
| 08                           | Segeln              | 0                            | 02                        | 0                         | 02     |
| 09                           | Schießen            | 0                            | 01                        | 01                        | 02     |
| 10                           | Rudern              | 0                            | 01                        | 0                         | 01     |
|                              | Rollstuhlfechten    | 0                            | 01                        | 0                         | 01     |
| 12                           | Sitzvolleyball      | 0                            | 0                         | 01                        | 01     |
| Total                        | Total               | 18                           | 26                        | 22                        | 66     |

### Medaillengewinner

#### Gold
| Name | Sportart            | Wettkampf                           |
| --- | ------------------- | ----------------------------------- |
| Ramona Brussig | Judo                | Frauen bis 52 kg                    |
| Carmen Brussig | Judo                | Frauen bis 48 kg                    |
| Markus Rehm | Leichtathletik      | Weitsprung (F42/44) Männer          |
| Hannelore Brenner | Reiten              | Championshiptest (III) Einzel       |
| Jochen Wollmert | Tischtennis         | Einzel (7) Männer                   |
| Holger Nikelis | Tischtennis         | Einzel (1) Männer                   |
| Birgit Kober | Leichtathletik      | Speerwurf (F33/34/52/53) Frauen     |
| Sebastian Dietz | Leichtathletik      | Diskuswurf (F35/36) Männer          |
| Hannelore Brenner | Reiten              | Kür (III) Einzel                    |
| Tobias Graf | Radsport            | Einzelzeitfahren Straße (C2) Männer |
| Michael Teuber | Radsport            | Einzelzeitfahren Straße (C1) Männer |
| Andrea Eskau | Radsport            | Einzelzeitfahren Straße (H4) Frauen |
| Kirsten Bruhn | Schwimmen           | 100 m Brustschwimmen (SB5) Frauen   |
| Birgit Kober | Leichtathletik      | Kugelstoßen (F32/33/34) Frauen      |
| Andrea Eskau | Radsport            | Straßenrennen (H4) Frauen           |
| Daniela Schulte | Schwimmen           | 400 m Freistil (S11) Frauen         |
| Heinrich Popow | Leichtathletik      | 100 m Lauf (T42) Männer             |
| Mareike Adermann Annabel Breuer Annegret Brießmann Britt Dillmann Heike Friedrich Maria Kühn Maya Lindholm Marina Mohnen Edina Müller Gesche Schünemann Johanna Welin Annika Zeyen | Rollstuhlbasketball | Frauen                              |

#### Silber
| Name                                                                                          | Sportart         | Wettkampf                            |
| --------------------------------------------------------------------------------------------- | ---------------- | ------------------------------------ |
| Manuela Schmermund                                                                            | Schießen         | 10 m Luftgewehr stehend (SH1) Frauen |
| Kirsten Bruhn                                                                                 | Schwimmen        | 100 m Rückenschwimmen (S7) Frauen    |
| Tobias Graf                                                                                   | Radsport         | Bahn Verfolgung (C2) Männer          |
| Wojtek Czyz                                                                                   | Leichtathletik   | Weitsprung (F42/44) Männer           |
| Britta Näpel                                                                                  | Reiten           | Championshiptest (II) Einzel         |
| Marianne Buggenhagen                                                                          | Leichtathletik   | Kugelstoßen (F54/55/56) Frauen       |
| Astrid Hengsbach / Anke Molkenthin / Tino Kolitscher / Kai Kruse / Katrin Splitt (Steuerfrau) | Rudern           | Mixed Vierer mit Steuerfrau          |
| Hannelore Brenner / Britta Näpel / Angelika Trabert / Lena Weifen / Steffen Zeibig            | Reiten           | Mannschaft                           |
| Britta Näpel                                                                                  | Reiten           | Kür (II) Einzel                      |
| Verena Schott                                                                                 | Schwimmen        | 200 m Lagen (SM6) Frauen             |
| Marie Brämer-Skowronek                                                                        | Leichtathletik   | Speerwurf (F33/34/52/53) Frauen      |
| Norbert Mosandl                                                                               | Radsport         | Einzelzeitfahren Straße (H4) Männer  |
| Dorothee Vieth                                                                                | Radsport         | Einzelzeitfahren Straße (H4) Frauen  |
| Hans-Peter Durst                                                                              | Radsport         | Einzelzeitfahren Straße (T1-2) Mixed |
| Niels Grunenberg                                                                              | Schwimmen        | 200 m Brustschwimmen (SB5) Männer    |
| Simone Briese-Baetke                                                                          | Rollstuhlfechten | Florett Einzel Frauen                |
| Torben Schmidtke                                                                              | Schwimmen        | 100 m Brustschwimmen (SB6) Männer    |
| Denise Schindler                                                                              | Radsport         | Straßenrennen (C1-3) Frauen          |
| Jens Kröger Siegmund Mainka Robert Prem                                                       | Segeln           | Dreier Kielboot                      |
| Heiko Kröger                                                                                  | Segeln           | Einer Kielboot                       |
| Steffen Warias                                                                                | Radsport         | Straßenrennen (C1-3) Männer          |
| Thomas Brüchle / Jan Gürtler / Holger Nikelis / Thomas Schmidberger                           | Tischtennis      | Mannschaft (3) Männer                |
| Sebastian Iwanow                                                                              | Schwimmen        | 100 m Freistil (S6) Männer           |
| Elena Krawzow                                                                                 | Schwimmen        | 100 m Brustschwimmen (SB13) Frauen   |
| Daniela Schulte                                                                               | Schwimmen        | 200 m Lagen (SM11) Frauen            |

#### Bronze
| Name | Sportart       | Wettkampf                            |
| --- | -------------- | ------------------------------------ |
| Tobias Graf | Radsport       | 1 km Zeitfahren (C 1-2-3) Männer     |
| Sebastian Iwanow | Schwimmen      | 100 m Rücken (S6) Männer             |
| Matthias Krieger | Judo           | Männer bis 81 kg                     |
| Josef Neumaier | Schießen       | 10 m Luftgewehr stehend (SH1) Männer |
| Heinrich Popow | Leichtathletik | 100 m (T42) Männer                   |
| Angelika Trabert | Reiten         | Championshiptest (II) Einzel         |
| Claudia Nicoleitzik | Leichtathletik | 200 m (T36) Frauen                   |
| Thomas Schmidberger | Tischtennis    | Einzel (Klasse 3) Männer             |
| Angelika Trabert | Reiten         | Kür (II) Einzel                      |
| Michaela Floeth | Leichtathletik | Kugelstoßen (F42/44) Frauen          |
| Bernd Jeffré | Radsport       | Einzelzeitfahren Straße (H3) Männer  |
| Christoph Burkard | Schwimmen      | 100 m Brustschwimmen (SB6) Männer    |
| Martina Willing | Leichtathletik | Speerwurf (F54/55/56) Frauen         |
| Jana Schmidt | Leichtathletik | 100 m (T42) Frauen                   |
| Maria Seifert | Leichtathletik | 200 m (T37) Frauen                   |
| David Behre Wojtek Czyz / Heinrich Popow / Markus Rehm | Leichtathletik | 4 × 100 m (T42/46) Männer            |
| Katrin Green | Leichtathletik | 200 m (T44) Frauen                   |
| Dorothee Vieth | Radsport       | Straßenrennen (H4) Frauen            |
| Wojtek Czyz | Leichtathletik | 100 m Lauf (T42) Männer              |
| Sebastian Czpakowski Stefan Hähnlein Christoph Herzog Thomas Renger Barbaros Sayilir Torben Schiewe Alexander Schiffler Peter Schlorf Jürgen Schrapp Heiko Wiesenthal | Sitzvolleyball | Männer                               |
| Tanja Groepper | Schwimmen      | 100 m Freistil (S6) Frauen           |
| Claudia Nicoleitzik | Leichtathletik | 100 m (T36) Frauen                   |

### Erfolgsprämien
Für die Medaillengewinner wurden durch die Stiftung Deutsche Sporthilfe – wie auch bereits bei Spielen zuvor – Prämien ausgelobt: 7500 Euro für den Gewinn einer Goldmedaille, 5000 für Silber und 3000 für Bronze. Auch Begleitläufer erfolgreicher Athleten wurden honoriert.

## Teilnehmer nach Sportart

### Bogenschießen
| Frauen           |                        |     |    |                  |     |                |               |               |               |               |               |               |               |               |
| Maria Droste     | Einzel Recurve W1/W2   | 461 | 17 | Mariangela Perna | 0:6 | ausgeschieden  | ausgeschieden | ausgeschieden | ausgeschieden | ausgeschieden | ausgeschieden | ausgeschieden | ausgeschieden | ausgeschieden |
| Katharina Schett | Einzel Recurve Stehend | 497 | 14 | Lee Ford         | 5:6 | ausgeschieden  | ausgeschieden | ausgeschieden | ausgeschieden | ausgeschieden | ausgeschieden | ausgeschieden | ausgeschieden | ausgeschieden |
| Männer           |                        |     |    |                  |     |                |               |               |               |               |               |               |               |               |
| Matthias Alpers  | Einzel Recurve Stehend | 613 | 8  | –                | –   | Oleg Shestakov | 4:6           | ausgeschieden | ausgeschieden | ausgeschieden | ausgeschieden | ausgeschieden | ausgeschieden | ausgeschieden |
| Maik Szarszewski | Einzel Recurve W1/W2   | 589 | 12 | Jose A Baez T    | 6:0 | Myeong-Gu Lee  | 0:6           | ausgeschieden | ausgeschieden | ausgeschieden | ausgeschieden | ausgeschieden | ausgeschieden | ausgeschieden |

### Judo
| Frauen           |                   |                    |           |                        |               |                        |               |                                    |               |               |
| Carmen Brussig   | Klasse bis 48 kg  | –                  | –         | Victoria Potapova      | 100-0001      | Yuliya Halinska        | 0021-0002     | Kai-Lin Lee                        | 010-001       | Gold          |
| Ramona Brussig   | Klasse bis 52 kg  | –                  | –         | Gülhan Kılıç           | 1002-0014     | Alessja Stepanjuk      | 101-000       | Lijing Wang                        | 100-000       | Gold          |
| Männer           |                   |                    |           |                        |               |                        |               |                                    |               |               |
| Sebastian Junk   | Klasse bis 73 kg  | Halil Ibrahim Onel | 010:101   | ausgeschieden          | ausgeschieden | ausgeschieden          | ausgeschieden | ausgeschieden                      | ausgeschieden | ausgeschieden |
| Matthias Krieger | Klasse bis 81 kg  | Dan Powell         | 1121:0003 | Harlley Damiao Pereira | 100:0101      | Olexandr Kosinov       | 0013:0212     | Bronzematch: Anatoli Schewtschenko | 111:001       | Bronze        |
| Oliver Upmann    | Klasse bis 100 kg | Karim Sardarov     | 100:000   | Hamed Alizadeh         | 0003:010      | Trostrunde: Joe Ingram | 100:000       | Bronzematch: Vladimir Fedin        | 000:101       | 4             |

### Leichtathletik
| Athleten                                                                                 | Wettbewerb             | Vorlauf/Vorkampf | Vorlauf/Vorkampf | Halbfinale       | Halbfinale       | Finale           | Finale           | Rang             |
| Athleten                                                                                 | Wettbewerb             | Zeit/Weite       | Rang             | Zeit/Weite       | Rang             | Zeit/Weite       | Rang             | Rang             |
| ---------------------------------------------------------------------------------------- | ---------------------- | ---------------- | ---------------- | ---------------- | ---------------- | ---------------- | ---------------- | ---------------- |
| Frauen                                                                                   |                        |                  |                  |                  |                  |                  |                  |                  |
| Claudia Nicoleitzik                                                                      | 100 m T36              | 15,19 s          | 5                | –                | –                | 14,88 s          | 3                | Bronze           |
| Isabelle Foerder                                                                         | 100 m T37              | 14,82 s          | 10               | –                | –                | ausgeschieden    | ausgeschieden    | –                |
| Maria Seifert                                                                            | 100 m T37              | 14,30 s          | 1                | –                | –                | 14,37 s          | 4                | 4                |
| Tamira Slaby                                                                             | 100 m T38              | disqualifiziert  | 10               | –                | –                | ausgeschieden    | ausgeschieden    | –                |
| Vanessa Low                                                                              | 100 m T42              | –                | –                | –                | –                | 16,78 s          | 4                | 4                |
| Jana Schmidt                                                                             | 100 m T42              | –                | –                | –                | –                | 16,19 s          | 3                | Bronze           |
| Katrin Green                                                                             | 100 m T44              | 13,63 s          | 4                | –                | –                | 13,61 s          | 4                | 4                |
| Claudia Nicoleitzik                                                                      | 200 m T36              | 31,50 s          | 4                | –                | –                | 32,08 s          | 3                | Bronze           |
| Isabelle Foerder                                                                         | 200 m T37              | 30,91 s          | 10               | –                | –                | ausgeschieden    | ausgeschieden    | –                |
| Maria Seifert                                                                            | 200 m T37              | 29,87 s          | 4                | –                | –                | 29,86 s          | 3                | Bronze           |
| Tamira Slaby                                                                             | 200 m T38              | 28,63 s          | 2                | –                | –                | 29,14 s          | 5                |                  |
| Katrin Green                                                                             | 200 m T44              | 27,89 s          | 3                | –                | –                | 27,53 s          | 3                | Bronze           |
| Isabelle Foerder                                                                         | 400 m T37              | 1:11,95 min      | 7                | –                | –                | 1:13,47 min      | 7                | 7                |
| Maike Hausberger                                                                         | 400 m T37              | 1:10,59 min      | 5                | –                | –                | 1:10,45 min      | 5                | 5                |
| Maria Seifert                                                                            | 400 m T37              | nicht angetreten | nicht angetreten | nicht angetreten | nicht angetreten | nicht angetreten | nicht angetreten | nicht angetreten |
| Isabelle Foerder / Maike Hausberger / Claudia Nicoleitzik / Maria Seifert / Tamira Slaby | 4 × 100 m T35/38       | –                | –                | –                | –                | disqualifiziert  | disqualifiziert  | disqualifiziert  |
| Siena Christen                                                                           | Diskuswurf F11/12      | –                | –                | –                | –                | 38,42 m          | 4                | 4                |
| Ilke Wyludda                                                                             | Diskuswurf F57/58      | –                | –                | –                | –                | 29,57 m          | 9                | 9                |
| Sandra Mast                                                                              | Kugelstoßen F20        | –                | –                | –                | –                | 11,36 m          | 6                | 6                |
| Marie Brämer-Skowronek                                                                   | Kugelstoßen F32/33/34  | –                | –                | –                | –                | 7,01 m           | 10               | 10               |
| Frances Herrmann                                                                         | Kugelstoßen F32/33/34  | –                | –                | –                | –                | 7,36 m           | 8                | 8                |
| Birgit Kober                                                                             | Kugelstoßen F32/33/34  | –                | –                | –                | –                | 10,25 m          | 1                | Gold             |
| Michaela Floeth                                                                          | Kugelstoßen F42/44     | –                | –                | –                | –                | 12,21 m          | 3                | Bronze           |
| Marianne Buggenhagen                                                                     | Kugelstoßen F54/55/56  | –                | –                | –                | –                | 8,32 m           | 2                | Silber           |
| Martina Willing                                                                          | Kugelstoßen F54/55/56  | –                | –                | –                | –                | 8,86 m           | 4                | 4                |
| Ilke Wyludda                                                                             | Kugelstoßen F57/58     | –                | –                | –                | –                | 10,23 m          | 5                | 5                |
| Marie Brämer-Skowronek                                                                   | Speerwurf F33/34/52/53 | –                | –                | –                | –                | 20,43 m          | 2                | Silber           |
| Frances Herrmann                                                                         | Speerwurf F33/34/52/53 | –                | –                | –                | –                | 18,62 m          | 5                | 5                |
| Birgit Kober                                                                             | Speerwurf F33/34/52/53 | –                | –                | –                | –                | 27,03 m          | 1                | Gold             |
| Laura Darimont                                                                           | Speerwurf F46          | –                | –                | –                | –                | 33,54 m          | 6                | 6                |
| Martina Willing                                                                          | Speerwurf F54/55/56    | –                | –                | –                | –                | 23,12 m          | 3                | Bronze           |
| Maike Hausberger                                                                         | Weitsprung F37/38      | –                | –                | –                | –                | 3,88 m           | 9                | 9                |
| Katrin Green                                                                             | Weitsprung F42/44      | –                | –                | –                | –                | 4,85 m           | 5                | 5                |
| Vanessa Low                                                                              | Weitsprung F42/44      | –                | –                | –                | –                | 3,93 m           | 6                | 6                |
| Jana Schmidt                                                                             | Weitsprung F42/44      | –                | –                | –                | –                | 3,42 m           | 14               | 14               |
| Männer                                                                                   |                        |                  |                  |                  |                  |                  |                  |                  |
| Thomas Ulbricht                                                                          | 100 m T12              | 11,29 s          | 6                | –                | –                | ausgeschieden    | ausgeschieden    | –                |
| Niels Stein                                                                              | 100 m T35              | 13,41 s          | 6                | –                | –                | 13,52 s          | 6                | 6                |
| Wojtek Czyz                                                                              | 100 m T42              | 12,53 s          | 3                | –                | –                | 12,52 s          | 3                | Bronze           |
| Heinrich Popow                                                                           | 100 m T42              | 12,43 s          | 1                | –                | –                | 12,40 s          | 1                | Gold             |
| David Behre                                                                              | 100 m T44              | 12,27 s          | 15               | –                | –                | ausgeschieden    | ausgeschieden    | 15               |
| Markus Rehm                                                                              | 100 m T44              | 11,92 s          | 9                | –                | –                | ausgeschieden    | ausgeschieden    | –                |
| Marc Schuh                                                                               | 100 m T54              | 14,18 s          | 5                | –                | –                | 14,61 s          | 5                | 5                |
| Matthias Schröder                                                                        | 200 m T12              | 23,32 s          | 16               | ausgeschieden    | ausgeschieden    | ausgeschieden    | ausgeschieden    | 16               |
| Thomas Ulbricht                                                                          | 200 m T12              | 22,56 s          | 8                | 23,49 s          | 13               | ausgeschieden    | ausgeschieden    | 13               |
| Niels Stein                                                                              | 200 m T35              | 28,27 s          | 7                | –                | –                | 27,89 s          | 7                | 7                |
| Wojtek Czyz                                                                              | 200 m T42              | –                | –                | –                | –                | 26,07 s          | 5                | 5                |
| Heinrich Popow                                                                           | 200 m T42              | –                | –                | –                | –                | 25,90 s          | 3                | Bronze           |
| David Behre                                                                              | 200 m T44              | 23,65 s          | 7                | –                | –                | 23,71 s          | 7                | 7                |
| Matthias Schröder                                                                        | 400 m T12              | 52,04 s          | 9                | ausgeschieden    | ausgeschieden    | ausgeschieden    | ausgeschieden    | –                |
| David Behre                                                                              | 400 m T44              | 51,37 s          | 3                | –                | –                | 51,65 s          | 5                | 5                |
| Marc Schuh                                                                               | 400 m T54              | 48,87 s          | 5                | –                | –                | 48,42 s          | 6                | 6                |
| David Behre Wojtek Czyz / Heinrich Popow / Markus Rehm                                   | 4 × 100 m T42/46       | –                | –                | –                | –                | 45,23 s          | 3                | Bronze           |
| Sebastian Dietz                                                                          | Diskuswurf F35/36      | –                | –                | –                | –                | 38,54 m          | 1                | Gold             |
| Ali Ghardooni                                                                            | Diskuswurf F57/58      | –                | –                | –                | –                | 40,79 m          | 9                | 9                |
| Reinhold Bötzel                                                                          | Hochsprung F46         | –                | –                | –                | –                | 1,85 m           | 7                | 7                |
| Frank Tinnemeier                                                                         | Kugelstoßen F42/44     | –                | –                | –                | –                | 11,14 m          | 10               | 10               |
| Mathias Schulze                                                                          | Kugelstoßen F46        | –                | –                | –                | –                | 14,04 m          | 5                | 5                |
| Ulrich Iser                                                                              | Kugelstoßen F54/55/56  | –                | –                | –                | –                | 11,01 m          | 5                | 5                |
| Mathias Mester                                                                           | Speerwurf F40          | –                | –                | –                | –                | 36,67 m          | 7                | 7                |
| Wojtek Czyz                                                                              | Weitsprung F42/44      | –                | –                | –                | –                | 6,33 m           | 2                | Silber           |
| Heinrich Popow                                                                           | Weitsprung F42/44      | –                | –                | –                | –                | 6,07 m           | 4                | 4                |
| Markus Rehm                                                                              | Weitsprung F42/44      | –                | –                | –                | –                | 7,35 m           | 1                | Gold             |

### Powerlifting (Bankdrücken)
| Athleten       | Wettbewerb        | Gewicht | Rang |
| Männer         |                   |         |      |
| Mario Hochberg | Klasse bis 100 kg | 170     | 10   |

### Radsport

#### Bahn
| Athleten                                       | Wettbewerb             | Qualifikation | Qualifikation | Finals        | Finals        | Rang   |
| Athleten                                       | Wettbewerb             | Zeit          | Rang          | Zeit          | Rang          | Rang   |
| ---------------------------------------------- | ---------------------- | ------------- | ------------- | ------------- | ------------- | ------ |
| Frauen                                         |                        |               |               |               |               |        |
| Henrike Handrup                                | Verfolgung B           | 3:46,697 min  | 8             | ausgeschieden | ausgeschieden | 8      |
| Denise Schindler                               | Verfolgung C1-2-3      | 4:24,589 min  | 3             | 4:31,117 min  | 4             | 4      |
| Kerstin Brachtendorf                           | Verfolgung C5          | 4:12,245 min  | 8             | ausgeschieden | ausgeschieden | 8      |
| Henrike Handrup                                | 1 km Zeitfahren B      | –             | –             | 1:13,416      | 6             | 6      |
| Kerstin Brachtendorf                           | 500 m Zeitfahren C4-5  | –             | –             | 43,186 s      | 12            | 12     |
| Männer                                         |                        |               |               |               |               |        |
| Michael Teuber                                 | Verfolgung C1          | 4:04,700 min  | 3             | 4:10,965 min  | 4             | 4      |
| Erich Winkler                                  | Verfolgung C1          | 4:18,481 min  | 6             | ausgeschieden | ausgeschieden | 6      |
| Tobias Graf                                    | Verfolgung C2          | 3:47,799 min  | 2             | 3:48,248 min  | 2             | Silber |
| Steffen Warias                                 | Verfolgung C3          | 3:58,919 min  | 12            | ausgeschieden | ausgeschieden | 12     |
| Wolfgang Sacher                                | Verfolgung C5          | 4:51,305 min  | 9             | ausgeschieden | ausgeschieden | 9      |
| Tobias Graf                                    | 1 km Zeitfahren C1-2-3 | –             | –             | 1:14,425 min  | 3             | Bronze |
| Michael Teuber                                 | 1 km Zeitfahren C1-2-3 | –             | –             | 1:14,425 min  | 19            | 19     |
| Steffen Warias                                 | 1 km Zeitfahren C1-2-3 | –             | –             | 1:15,828 min  | 22            | 22     |
| Wolfgang Sacher                                | 1 km Zeitfahren C4-5   | –             | –             | 1:11,019 min  | 11            | 11     |
| Mixed                                          |                        |               |               |               |               |        |
| Tobias Graf / Wolfgang Sacher / Steffen Warias | Teamsprint C1-5        | 56,011 s      | 6             | ausgeschieden | ausgeschieden | 6      |

#### Straße
| Athleten             | Wettbewerb         | Zeit              | Rang              |
| -------------------- | ------------------ | ----------------- | ----------------- |
| Frauen               |                    |                   |                   |
| Henrike Handrup      | Straßenrennen B    | 2:17:46 h         | 11                |
| Denise Schindler     | Straßenrennen C1-3 | 1:29:11 h         | Silber            |
| Kerstin Brachtendorf | Straßenrennen C4-5 | 1:51:15 h         | 4                 |
| Dorothee Vieth       | Straßenrennen H4   | 1:41:21 h         | Bronze            |
| Andrea Eskau         | Straßenrennen H4   | 1:31:05 h         | Gold              |
| Jana Majunke         | Straßenrennen T2   | 1:08:19 h         | Bronze            |
| Henrike Handrup      | Zeitfahren B       | 38:41,74 min      | 12                |
| Denise Schindler     | Zeitfahren C1-3    | 28:45,36 min      | 4                 |
| Kerstin Brachtendorf | Zeitfahren C5      | 26:34,61 min      | 7                 |
| Dorothee Vieth       | Zeitfahren H4      | 30:00,27 min      | Silber            |
| Andrea Eskau         | Zeitfahren H4      | 28:18,09 min      | Gold              |
| Männer               |                    |                   |                   |
| Tobias Graf          | Straßenrennen C1-3 | 1:42:51 h         | 10                |
| Michael Teuber       | Straßenrennen C1-3 | 1:43:32 h         | 15                |
| Steffen Warias       | Straßenrennen C1-3 | 1:42:52 h         | Silber            |
| Erich Winkler        | Straßenrennen C1-3 | 1:43:32 h         | 18                |
| Wolfgang Sacher      | Straßenrennen C4-5 | 2:01:25 h         | 16                |
| Max Weber            | Straßenrennen H2   | 1:43:49 h         | 6                 |
| Bernd Jeffré         | Straßenrennen H3   | 2:01:19 h         | 6                 |
| Vico Merklein        | Straßenrennen H3   | 1:51:34 h         | Silber            |
| Norbert Mosandl      | Straßenrennen H4   | 2:00:35           | 6                 |
| Michael Teuber       | Zeitfahren C1      | 25:16,43 min      | Gold              |
| Erich Winkler        | Zeitfahren C1      | 25:38,87 min      | 4                 |
| Tobias Graf          | Zeitfahren C2      | 24:35,12 min      | Gold              |
| Steffen Warias       | Zeitfahren C3      | 24:57,06 min      | 7                 |
| Wolfgang Sacher      | Zeitfahren C5      | 35:13,84 min      | 10                |
| Max Weber            | Zeitfahren H2      | 30:20.21 min      | 10                |
| Bernd Jeffré         | Zeitfahren H3      | 27:00,90          | Bronze            |
| Vico Merklein        | Zeitfahren H3      | 27:05,81          | 4                 |
| Norbert Mosandl      | Zeitfahren H4      | 25:17,40 min      | Silber            |
| Mixed                |                    |                   |                   |
| Hans-Peter Durst     | Straßenrennen T1-2 | Fahrt abgebrochen | Fahrt abgebrochen |
| Hans-Peter Durst     | Zeitfahren T1-2    | 14:11,95 min      | Silber            |

### Reiten
| Athleten | Wettbewerb | Punkte               | Punkte             | Punkte  | Punkte | Rang   |
| Athleten | Wettbewerb | Mannschafts- prüfung | Championship- test | Gesamt  | Kür    | Rang   |
| --- | ---------- | -------------------- | ------------------ | ------- | ------ | ------ |
| Hannelore Brenner mit Woman of the World | Einzel III | 75,741               | 73,467 Gold        | –       | 81,700 | Gold   |
| Britta Näpel mit Aquilina 3 | Einzel II  | 72,571               | 76,048 Silber      | –       | 77,400 | Silber |
| Angelika Trabert mit Ariva-Avanti | Einzel II  | 67,143               | 76,000 Bronze      | –       | 76,150 | Bronze |
| Lena Weifen mit Don Turner | Einzel IV  | 68,281               | 67,581             | –       | 72,100 | 8      |
| Steffen Zeibig mit Waldemar | Einzel III | 67,667               | 66,233             | –       | 67,150 | 8      |
| Hannelore Brenner mit Woman of the World Britta Näpel mit Aquilina 3 Angelika Trabert mit Ariva-Avanti Lena Weifen mit Don Turner Steffen Zeibig mit Waldemar | Mannschaft | 216,594              | 224,376            | 440,970 | –      | Silber |

### Rollstuhlbasketball
| Wettbewerb     | Frauen | Männer |
| -------------- | --- | --- |
| Athleten       | Mareike Adermann Annabel Breuer Annegret Brießmann Britt Dillmann Heike Friedrich Maria Kühn Maya Lindholm Marina Mohnen Edina Müller Gesche Schünemann Johanna Welin Annika Zeyen | André Bienek Thomas Böhme Thomas Gundert Jan Haller Mathias Heimbach Sercan Ismail Dirk Köhler Andreas Kreß Björn Lohmann Sebastian Magenheim Dirk Passiwan Sebastian Wolk |
| Gruppenphase   | USA 54:48 Frankreich 76:32 China 56:50 Mexiko 68:28 | Großbritannien 77:72 Kolumbien 59:46 Japan 64:49 Kanada 66:73 Polen 73:63                                                                                                  |
| Viertelfinale: | Großbritannien 55:44 | USA 46:57 |
| Halbfinale     | Niederlande 49:46 | Platzierungshalbfinale: Polen 81:66 |
| Finale         | Australien 58:44 | Spiel um Platz 5: Spanien 48:67 |
| Platzierung    | Gold | Platz 6 |

### Rollstuhlfechten
| Athleten             | Wettbewerb         | Qualifikation | Qualifikation | Viertelfinale  | Viertelfinale | Halbfinale/Klassifikation | Halbfinale/Klassifikation | Finale/Platzierung | Finale/Platzierung | Rang          |
| Athleten             | Wettbewerb         | Ergebnis      | Rang          | Gegner         | Ergebnis      | Gegner                    | Ergebnis                  | Gegner             | Ergebnis           | Rang          |
| -------------------- | ------------------ | ------------- | ------------- | -------------- | ------------- | ------------------------- | ------------------------- | ------------------ | ------------------ | ------------- |
| Frauen               |                    |               |               |                |               |                           |                           |                    |                    |               |
| Simone Briese-Baetke | Degen Einzel (B)   | 4:1           | 2             | Marta Makowska | 11:15         | ausgeschieden             | ausgeschieden             | ausgeschieden      | ausgeschieden      | ausgeschieden |
| Simone Briese-Baetke | Florett Einzel (B) | 5:0           | 1             | Cecile Demaude | 15:4          | Liudmila Vasileva         | 15:9                      | Saysunee Jana      | 8:15               | Silber        |

### Rollstuhltennis
| Frauen                               |        |                       |          |                                |               |                               |               |                |               |                             |               |               |
| Sabine Ellerbrock                    | Einzel | Christine Schoenn     | 6:3, 6:1 | Ju-Youn Park                   | 6:1, 6:4      | Marjolein Buis                | 3:6, 7:5, 6:2 | Aniek van Koot | 5:7, 2:6      | Bronzematch: Jiske Griffoen | 2:6, 6:7      | 4             |
| Katharina Krüger                     | Einzel | Maria Antonieta Ortiz | 7:5, 7:5 | Esther Vergeer                 | 0:6, 0:6      | ausgeschieden                 | ausgeschieden | ausgeschieden  | ausgeschieden | ausgeschieden               | ausgeschieden | ausgeschieden |
| Sabine Ellerbrock / Katharina Krüger | Doppel | –                     | –        | Emmy Kaiser / Mackenzie Soldan | 5:7, 6:2, 7:5 | Lucy Shuker / Jordanne Whiley | 3:6, 3:6      | ausgeschieden  | ausgeschieden | ausgeschieden               | ausgeschieden | ausgeschieden |

### Rudern
| Männer                                                                                        |                       |         |    |         |   |                   |   |        |
| Johannes Schmidt                                                                              | Einer                 | 5:17,66 | 11 | 5:08,09 | 7 | Finale B: 5:16,26 | 5 | 11     |
| Mixed                                                                                         |                       |         |    |         |   |                   |   |        |
| Astrid Hengsbach / Anke Molkenthin / Tino Kolitscher / Kai Kruse / Katrin Splitt (Steuerfrau) | Vierer mit Steuerfrau | 3:15,91 | 1  | –       | – | 3:21,44           | 2 | Silber |

### Schießen
| Athleten           | Wettbewerb                   | Qualifikation   | Qualifikation | Finale          | Finale        | Ringe/ Scheiben | Rang   |
| Athleten           | Wettbewerb                   | Ringe/ Scheiben | Rang          | Ringe/ Scheiben | Rang          | Ringe/ Scheiben | Rang   |
| ------------------ | ---------------------------- | --------------- | ------------- | --------------- | ------------- | --------------- | ------ |
| Frauen             |                              |                 |               |                 |               |                 |        |
| Natascha Hiltrop   | R2: Luftgewehr stehend (SH1) | 381             | 15            | ausgeschieden   | ausgeschieden | 381             | 15     |
| Manuela Schmermund | R2: Luftgewehr stehend (SH1) | 391             | 8             | 102,6           | 2             | 493,6           | Silber |
| Natascha Hiltrop   | R8: Dreistellungskampf (SH1) | 545             | 12            | ausgeschieden   | ausgeschieden | 545             | 12     |
| Manuela Schmermund | R8: Dreistellungskampf (SH1) | 566             | 5             | 94,3            | 4             | 660,3           | 5      |
| Männer             |                              |                 |               |                 |               |                 |        |
| Norbert Gau        | R1: Luftgewehr stehend (SH1) | 588             | 12            | ausgeschieden   | ausgeschieden | 588             | 12     |
| Josef Neumaier     | R1: Luftgewehr stehend (SH1) | 594             | 2             | 99,4            | 7             | 693,4           | Bronze |
| Norbert Gau        | R7: Dreistellungskampf (SH1) | 1115            | 16            | ausgeschieden   | ausgeschieden | 1115            | 16     |
| Josef Neumaier     | R7: Dreistellungskampf (SH1) | 1124            | 13            | ausgeschieden   | ausgeschieden | 1124            | 13     |
| Jan Michael Schaub | R7: Dreistellungskampf (SH1) | 1095            | 25            | ausgeschieden   | ausgeschieden | 1095            | 25     |
| Frank Heitmeyer    | P1: Luftpistole (SH1)        | 541             | 28            | ausgeschieden   | ausgeschieden | 541             | 28     |
| Mixed              |                              |                 |               |                 |               |                 |        |
| Natascha Hiltrop   | R3: Luftgewehr liegend (SH1) | 600             | 1             | 104,4           | 6             | 704,4           | 6      |
| Josef Neumaier     | R3: Luftgewehr liegend (SH1) | 598             | 17            | ausgeschieden   | ausgeschieden | 598             | 17     |
| Jan Michael Schaub | R3: Luftgewehr liegend (SH1) | 594             | 32            | ausgeschieden   | ausgeschieden | 594             | 32     |
| Leopold Rupp       | R5: Luftgewehr liegend (SH2) | 595             | 26            | ausgeschieden   | ausgeschieden | 595             | 26     |
| Andreas Schäfers   | R5: Luftgewehr liegend (SH2) | 599             | 15            | ausgeschieden   | ausgeschieden | 599             | 15     |
| Natascha Hiltrop   | R6: Gewehr liegend (SH1)     | 580             | 25            | ausgeschieden   | ausgeschieden | 580             | 25     |
| Josef Neumaier     | R6: Gewehr liegend (SH1)     | 574             | 40            | ausgeschieden   | ausgeschieden | 574             | 40     |
| Jan Michael Schaub | R6: Gewehr liegend (SH1)     | 587             | 13            | ausgeschieden   | ausgeschieden | 587             | 13     |
| Frank Heitmeyer    | P3: 25 m Pistole (SH1)       | 551             | 13            | ausgeschieden   | ausgeschieden | 551             | 13     |
| Frank Heitmeyer    | P4: 50 m Pistole (SH1)       | 470             | 29            | ausgeschieden   | ausgeschieden | 470             | 29     |

### Schwimmen
| Athleten                                                                                               | Wettbewerb                | Vorlauf                  | Vorlauf          | Finale           | Finale           | Rang             |
| Athleten                                                                                               | Wettbewerb                | Zeit                     | Rang             | Zeit             | Rang             | Rang             |
| --- | ------------------------- | ------------------------ | ---------------- | ---------------- | ---------------- | ---------------- |
| Frauen                                                                                                 |                           |                          |                  |                  |                  |                  |
| Annke Conradi                                                                                          | 50 m Freistil (S3)        | –                        | –                | 1:10,38 min      | 7                | 7                |
| Vera Thamm                                                                                             | 50 m Freistil (S3)        | –                        | –                | 1:17,04 min      | 8                | 8                |
| Tanja Gröpper                                                                                          | 50 m Freistil (S6)        | 35,76 s                  | 3                | 36,28 s          | 4                | 4                |
| Kirsten Bruhn                                                                                          | 50 m Freistil (S7)        | 34,34 s                  | 4                | 34,24 s          | 5                | 5                |
| Verena Schott                                                                                          | 50 m Freistil (S7)        | 35,94 s                  | 8                | 36,46 s          | 8                | 8                |
| Julia Kabus                                                                                            | 50 m Freistil (S8)        | 35,00 s                  | 16               | ausgeschieden    | ausgeschieden    | 16               |
| Stefanie Weinberg                                                                                      | 50 m Freistil (S8)        | 32,68 s                  | 9                | ausgeschieden    | ausgeschieden    | 9                |
| Daniela Schulte                                                                                        | 50 m Freistil (S11)       | 33,12 s                  | 4                | 33,00 s          | 7                | 7                |
| Maike Naomi Schnittger                                                                                 | 50 m Freistil (S12)       | nicht angetreten         | nicht angetreten | nicht angetreten | nicht angetreten | nicht angetreten |
| Elena Krawzow                                                                                          | 50 m Freistil (S13)       | 29,65 s                  | 7                | 29,46 s          | 8                | 8                |
| Annke Conradi                                                                                          | 50 m Rücken (S4)          | 1:07,24 min              | 10               | ausgeschieden    | ausgeschieden    | 10               |
| Vera Thamm                                                                                             | 50 m Rücken (S4)          | 1:16,89 min              | 13               | ausgeschieden    | ausgeschieden    | 13               |
| Verena Schott                                                                                          | 50 m Schmetterling (S7)   | 40,83 s                  | 9                | ausgeschieden    | ausgeschieden    | 9                |
| Kirsten Bruhn                                                                                          | 100 m Brust (SB5)         | 1:35,03 min              | 1                | 1:35,50 min      | 1                | Gold             |
| Verena Schott                                                                                          | 100 m Brust (SB5)         | 1:54,34 min              | 4                | 1:53,09 min      | 5                | 5                |
| Daniela Schulte                                                                                        | 100 m Brust (SB11)        | 1:36,74 min              | 5                | 1:36,16 min      | 4                | 4                |
| Elena Krawzow                                                                                          | 100 m Brust (SB13)        | 1:21,70 min              | 2                | 1:20,31 min      | 2                | Silber           |
| Annke Conradi                                                                                          | 100 m Freistil (S3)       | 2:24,12 min              | 6                | 2:21,92 min      | 6                | 6                |
| Vera Thamm                                                                                             | 100 m Freistil (S3)       | 2:34,63 min              | 9                | ausgeschieden    | ausgeschieden    | 9                |
| Tanja Gröpper                                                                                          | 100 m Freistil (S6)       | 1:16,72 min              | 3                | 1:16,83 min      | 3                | Bronze           |
| Kirsten Bruhn                                                                                          | 100 m Freistil (S7)       | 1:14,60 min              | 5                | 1:14,43 min      | 5                | 5                |
| Julia Kabus                                                                                            | 100 m Freistil (S8)       | 1:14,74 min              | 11               | ausgeschieden    | ausgeschieden    | 11               |
| Stefanie Weinberg                                                                                      | 100 m Freistil (S8)       | 1:14,80 min              | 12               | ausgeschieden    | ausgeschieden    | 12               |
| Christiane Reppe                                                                                       | 100 m Freistil (S9)       | 1:07,09 min              | 10               | ausgeschieden    | ausgeschieden    | 10               |
| Daniela Schulte                                                                                        | 100 m Freistil (S11)      | 1:11,60 min              | 4                | 1:11,50 min      | 6                | 6                |
| Maike Naomi Schnittger                                                                                 | 100 m Freistil (S12)      | nicht angetreten         | nicht angetreten | nicht angetreten | nicht angetreten | nicht angetreten |
| Elena Krawzow                                                                                          | 100 m Freistil (S13)      | 1:07,93 min              | 11               | ausgeschieden    | ausgeschieden    | 11               |
| Kirsten Bruhn                                                                                          | 100 m Rücken (S7)         | 1:25,12 min              | 2                | 1:25,22 min      | 2                | Silber           |
| Verena Schott                                                                                          | 100 m Rücken (S7)         | 1:29,30 min              | 9                | ausgeschieden    | ausgeschieden    | 9                |
| Stefanie Weinberg                                                                                      | 100 m Rücken (S8)         | 1:24,71 min              | 9                | ausgeschieden    | ausgeschieden    | 9                |
| Christiane Reppe                                                                                       | 100 m Rücken (S9)         | 1:17,55 min              | 8                | 1:17,88 min      | 7                | 7                |
| Daniela Schulte                                                                                        | 100 m Rücken (S11)        | 1:20,92 min              | 2                | 1:20,09 min      | 4                | 4                |
| Julia Kabus                                                                                            | 100 m Schmetterling (S8)  | 1:26,25 min              | 14               | ausgeschieden    | ausgeschieden    | 14               |
| Stefanie Weinberg                                                                                      | 100 m Schmetterling (S8)  | 1:19,54 min              | 8                | 1:16,88 min      | 7                | 7                |
| Maike Naomi Schnittger                                                                                 | 100 m Schmetterling (S12) | 1:02,51 min              | 7                | 1:16,70 min      | 7                | 7                |
| Verena Schott                                                                                          | 200 m Lagen (SM6)         | 3:16,63 min              | 3                | 3:14,28 min      | 2                | Silber           |
| Julia Kabus                                                                                            | 200 m Lagen (SM8)         | 3:22,28 min              | 12               | ausgeschieden    | ausgeschieden    | 12               |
| Stefanie Weinberg                                                                                      | 200 m Lagen (SM8)         | 2:57,49 min              | 5                | 2:57,20 min      | 5                | 5                |
| Daniela Schulte                                                                                        | 200 m Lagen (SM11)        | 2:48,86 min (Weltrekord) | 1                | 2:49,57 min      | 2                | Silber           |
| Elena Krawzow                                                                                          | 200 m Lagen (SM13)        | 2:46,61 min              | 9                | ausgeschieden    | ausgeschieden    | 9                |
| Tanja Gröpper                                                                                          | 400 m Freistil (S6)       | 6:24,56 min              | 11               | ausgeschieden    | ausgeschieden    | 11               |
| Verena Schott                                                                                          | 400 m Freistil (S7)       | 5:46,04 min              | 8                | 5:42,26 min      | 8                | 8                |
| Julia Kabus                                                                                            | 400 m Freistil (S8)       | 5:19,20 min              | 6                | 5:21,46 min      | 7                | 7                |
| Christiane Reppe                                                                                       | 400 m Freistil (S9)       | 4:55,44 min              | 6                | 4:53,93 min      | 5                | 5                |
| Daniela Schulte                                                                                        | 400 m Freistil (S11)      | 5:11,22 min              | 1                | 5:14,36 min      | 1                | Gold             |
| Maike Naomi Schnittger                                                                                 | 400 m Freistil (S12)      | 4:58,93 min              | 7                | 4:56,38 min      | 7                | 7                |
| Männer                                                                                                 |                           |                          |                  |                  |                  |                  |
| Tobias Pollap                                                                                          | 50 m Freistil (S7)        | 30,70 s                  | 8                | 29,57 s          | 8                | 8                |
| Daniel Simon                                                                                           | 50 m Freistil (S12)       | 25,35 s                  | 5                | 25,55 s          | 7                | 7                |
| Swen Michaelis                                                                                         | 50 m Schmetterling (S6)   | 37,20 s                  | 11               | ausgeschieden    | ausgeschieden    | 11               |
| Tobias Pollap                                                                                          | 50 m Schmetterling (S7)   | 35,54 s                  | 10               | ausgeschieden    | ausgeschieden    | 10               |
| Niels Grunenberg                                                                                       | 100 m Brust (SB5)         | 1:36,97 min              | 2                | 1:34,98 min      | 2                | Silber           |
| Christoph Burkard                                                                                      | 100 m Brust (SB6)         | 1:27,60 min              | 3                | 1:27,09 min      | 3                | Bronze           |
| Torben Schmidtke                                                                                       | 100 m Brust (SB6)         | 1:26,13 min              | 2                | 1:25,23 min      | 2                | Silber           |
| Tobias Pollap                                                                                          | 100 m Brust (SB7)         | 1:27,04 min              | 9                | ausgeschieden    | ausgeschieden    | 9                |
| Martin Schulz                                                                                          | 100 m Brust (SB8)         | 1:18,27 min              | 13               | ausgeschieden    | ausgeschieden    | 13               |
| Daniel Simon                                                                                           | 100 m Brust (SB12)        | 1:15,05 min              | 11               | ausgeschieden    | ausgeschieden    | 11               |
| Sebastian Iwanow                                                                                       | 100 m Freistil (S6)       | 1:09,80 min              | 1                | 1:07,34 min      | 2                | Silber           |
| Swen Michaelis                                                                                         | 100 m Freistil (S6)       | 1:14,44 min              | 11               | ausgeschieden    | ausgeschieden    | 11               |
| Tobias Pollap                                                                                          | 100 m Freistil (S7)       | 1:09,96 min              | 9                | ausgeschieden    | ausgeschieden    | 9                |
| Lucas Ludwig                                                                                           | 100 m Freistil (S10)      | 55,71 s                  | 12               | ausgeschieden    | ausgeschieden    | 12               |
| Daniel Simon                                                                                           | 100 m Freistil (S12)      | 56,59 s                  | 10               | ausgeschieden    | ausgeschieden    | 10               |
| Sebastian Iwanow                                                                                       | 100 m Rücken (S6)         | 1:20,29 min              | 4                | 1:15,95 min      | 3                | Bronze           |
| Swen Michaelis                                                                                         | 100 m Rücken (S6)         | 1:23,49 min              | 5                | 1:23,54 min      | 6                | 6                |
| Lucas Ludwig                                                                                           | 100 m Rücken (S10)        | 1:02,96 min              | 7                | 1:02,05 min      | 6                | 6                |
| Daniel Simon                                                                                           | 100 m Rücken (S12)        | 1:07,34 min              | 10               | ausgeschieden    | ausgeschieden    | 10               |
| Andre Lehmann                                                                                          | 100 m Rücken (S14)        | 1:09,25 min              | 16               | ausgeschieden    | ausgeschieden    | 16               |
| Martin Schulz                                                                                          | 100 m Schmetterling (S9)  | 1:06,54 min              | 15               | ausgeschieden    | ausgeschieden    | 15               |
| Lucas Ludwig                                                                                           | 100 m Schmetterling (S10) | 1:00,85 min              | 13               | ausgeschieden    | ausgeschieden    | 13               |
| Daniel Simon                                                                                           | 100 m Schmetterling (S12) | 1:02,51 min              | 7                | 1:02,10 min      | 7                | 7                |
| Andre Lehmann                                                                                          | 200 m Freistil (S14)      | 2:07,42 min              | 12               | ausgeschieden    | ausgeschieden    | 12               |
| Swen Michaelis                                                                                         | 200 m Lagen (SM6)         | 2:57,39 min              | 7                | 2:58,50 min      | 8                | 8                |
| Tobias Pollap                                                                                          | 200 m Lagen (SM7)         | 2:51,26 min              | 8                | 2:46,39 min      | 8                | 8                |
| Michael Schulz                                                                                         | 200 m Lagen (SM9)         | 2:27,18 min              | 13               | ausgeschieden    | ausgeschieden    | 13               |
| Lucas Ludwig                                                                                           | 200 m Lagen (SM10)        | 2:18,37 min              | 8                | 2:17,31 min      | 6                | 6                |
| Daniel Simon                                                                                           | 200 m Lagen (SM12)        | 2:24,19 min              | 8                | 2:20,86 min      | 7                | 7                |
| Sebastian Iwanow                                                                                       | 400 m Freistil (S6)       | 5:33,28 min              | 7                | 5:29,70 min      | 6                | 6                |
| Swen Michaelis                                                                                         | 400 m Freistil (S6)       | 5:30,43 min              | 5                | 5:37,38 min      | 8                | 8                |
| Tobias Pollap                                                                                          | 400 m Freistil (S7)       | 5:20,08 min              | 13               | ausgeschieden    | ausgeschieden    | 13               |
| Christoph Burkard                                                                                      | 400 m Freistil (S8)       | 4:45,40 min              | 7                | 4:44,23 min      | 8                | 8                |
| Torben Schmidtke                                                                                       | 400 m Freistil (S8)       | 5:01,05 min              | 11               | ausgeschieden    | ausgeschieden    | 11               |
| Lucas Ludwig                                                                                           | 400 m Freistil (S10)      | 4:16,98 min              | 4                | 4:16,30 min      | 6                | 6                |
| Daniel Simon                                                                                           | 400 m Freistil (S12)      | 4:36,87 min              | 7                | 4:30,95 min      | 6                | 6                |
| Christoph Burkard / Lucas Ludwig / Martin Schulz / Sebastian Iwanow / Tobias Pollap / Torben Schmidtke | 4 × 100 m Freistil (34)   | 4:08,03 min              | 9                | ausgeschieden    | ausgeschieden    | 9                |
| Christoph Burkard / Lucas Ludwig / Martin Schulz / Tobias Pollap / Torben Schmidtke                    | 4 × 100 m Lagen (34)      | 4:38,94 min              | 9                | ausgeschieden    | ausgeschieden    | 9                |

### Segeln
| Athleten                                | Wettbewerb      | Qualifikation | Qualifikation | Medal Race | Medal Race | Punkte | Rang   |
| Athleten                                | Wettbewerb      | Punkte        | Rang          | Punkte     | Rang       | Punkte | Rang   |
| --------------------------------------- | --------------- | ------------- | ------------- | ---------- | ---------- | ------ | ------ |
| Männer                                  |                 |               |               |            |            |        |        |
| Heiko Kröger                            | Einer Kielboot  | 35            | 2             | abgesagt   | abgesagt   | 35     | Silber |
| Jens Kroker Siegmund Mainka Robert Prem | Dreier Kielboot | 40            | 2             | abgesagt   | abgesagt   | 40     | Silber |

### Sitzvolleyball
| Wettbewerb    | Männer |
| ------------- | --- |
| Athleten      | Sebastian Czpakowski Stefan Hähnlein Christoph Herzog Thomas Renger Barbaros Sayilir Torben Schiewe Alexander Schiffler Peter Schlorf Jürgen Schrapp Heiko Wiesenthal |
| Gruppenphase  | Marokko 3:0 (25:11, 25:10, 25:9) Russland 3:2 (25:18, 11:25, 25:19, 15:25, 15:13) Großbritannien 3:0 (25:19, 25:16, 25:14) Ägypten 3:1 (25:16, 25:22, 23:25, 26:24)   |
| Viertelfinale | China 3:2 (19:25, 21:25, 25:21, 25:19, 15:10) |
| Halbfinale    | Bosnien-Hercegovina 0:3 (19:25, 20:25, 14:25) |
| Finale        | Bronzematch: Russland 3:2 (20:25, 26:24, 22:25, 24:22, 16:14) |
| Platzierung   | Bronze |

### Tischtennis
| Athleten                                                      | Wettbewerb               | 1. Runde          | 1. Runde | Viertelfinale       | Viertelfinale | Halbfinale          | Halbfinale    | Finale                       | Finale        | Rang          |
| Athleten                                                      | Wettbewerb               | Gegner            | Ergebnis | Gegner              | Ergebnis      | Gegner              | Ergebnis      | Gegner                       | Ergebnis      | Rang          |
| ------------------------------------------------------------- | ------------------------ | ----------------- | -------- | ------------------- | ------------- | ------------------- | ------------- | ---------------------------- | ------------- | ------------- |
| Frauen                                                        |                          |                   |          |                     |               |                     |               |                              |               |               |
| Stephanie Grebe                                               | Einzel (Klasse 6)        | Rebecca McDonnell | 3:0      | –                   | –             | Antonina Khodzynska | 0:3           | Bronzematch: Yuliya Klymenko | 1:3           | 4             |
| Männer                                                        |                          |                   |          |                     |               |                     |               |                              |               |               |
| Holger Nikelis                                                | Einzel (Klasse 1)        | Silvio Keller     | 3:0      | –                   | –             | Paul Davies         | 3:0           | Jean-Francois Ducay          | 3:1           | Gold          |
| Thomas Brüchle                                                | Einzel (Klasse 3)        | Miguel Rodríguez  | 3:1      | Florian Merrien     | 1:3           | ausgeschieden       | ausgeschieden | ausgeschieden                | ausgeschieden | ausgeschieden |
| Jan Gürtler                                                   | Einzel (Klasse 3)        | Young Jeyoung     | 0:3      | ausgeschieden       | ausgeschieden | ausgeschieden       | ausgeschieden | ausgeschieden                | ausgeschieden | ausgeschieden |
| Thomas Schmidberger                                           | Einzel (Klasse 3)        | Yann Guilhem      | 3:0      | Jean-Philippe Robin | 3:1           | Zlatko Kesler       | 0:3           | Bronzematch: Florian Merrien | 3:1           | Bronze        |
| Werner Burkhardt                                              | Einzel (Klasse 4)        | Maxime Thomas     | 0:3      | ausgeschieden       | ausgeschieden | ausgeschieden       | ausgeschieden | ausgeschieden                | ausgeschieden | ausgeschieden |
| Dietmar Kober                                                 | Einzel (Klasse 4)        | Xingyuan Guo      | 0:3      | ausgeschieden       | ausgeschieden | ausgeschieden       | ausgeschieden | ausgeschieden                | ausgeschieden | ausgeschieden |
| Selcuk Cetin                                                  | Einzel (Klasse 5)        | Gregory Rosec     | 1:3      | ausgeschieden       | ausgeschieden | ausgeschieden       | ausgeschieden | ausgeschieden                | ausgeschieden | ausgeschieden |
| Thomasz Kusiak                                                | Einzel (Klasse 6)        | Raimondo Alecci   | 1:3      | ausgeschieden       | ausgeschieden | ausgeschieden       | ausgeschieden | ausgeschieden                | ausgeschieden | ausgeschieden |
| Thomas Rau                                                    | Einzel (Klasse 6)        | Hing Lam Choy     | 1:3      | ausgeschieden       | ausgeschieden | ausgeschieden       | ausgeschieden | ausgeschieden                | ausgeschieden | ausgeschieden |
| Thorsten Schwinn                                              | Einzel (Klasse 7)        | Jordi Morales     | 0:3      | ausgeschieden       | ausgeschieden | ausgeschieden       | ausgeschieden | ausgeschieden                | ausgeschieden | ausgeschieden |
| Jochen Wollmert                                               | Einzel (Klasse 7)        | Zbynek Lambert    | 3:1      | Jordi Morales       | 3:2           | Mykhaylo Popov      | 3:2           | William Bayley               | 3:1           | Gold          |
| Thomas Brüchle Jan Gürtler Holger Nikelis Thomas Schmidberger | Mannschaft (Klasse 3)    | –                 | –        | Argentinien         | 3:1           | Frankreich          | 3:0           | Volksrepublik China          | 2:3           | Silber        |
| Werner Burkhardt Selcuk Cetin Dietmar Kober                   | Mannschaft (Klassen 4-5) | Brasilien         | 3:2      | Volksrepublik China | 0:3           | ausgeschieden       | ausgeschieden | ausgeschieden                | ausgeschieden | ausgeschieden |
| Thomasz Kusiak Thomas Rau Thorsten Schwinn Jochen Wollmert    | Mannschaft (Klassen 6-8) | Slowakei          | 3:1      | Schweden            | 3:1           | Spanien             | 0:3           | Großbritannien               |               |               |